# Nothylemera
Nothylemera là một chi bướm đêm thuộc họ Geometridae.